# Hubjeri (Republika Serbska)
Hubjeri (cyr. Хубјери) – wieś w Bośni i Hercegowinie, w Republice Serbskiej, w gminie Novo Goražde. W 2013 roku liczyła 78 mieszkańców.